# Мюллер, Деннис
Деннис Мюллер (англ. Dennis C. Mueller; 13 июня 1940) — австрийский и американский (двойное гражданство) экономист.
Бакалавр (1962) Колорадского колледжа; доктор философии (1966) Принстонского университета. Преподавал в Корнеллском университете. С 1994 г. — профессор Венского университета. Президент Общества «общественного выбора» (1984—1986). Лауреат премии Джорджеску-Регена (1994).

## Основные произведения
- «Корпорация: рост, диверсификация и слияния» (The Corporation: Growth, Diversification, and Mergers, 1987);
- «Капитализм и демократия» (Capitalism and Democracy, 2003).
- Public Choice III, 2003.

рус.пер.: Мюллер Д. Общественный выбор III / пер. с англ. под ред. А. П. Заостровцева, А. С. Скоробогатова. — М.: ГУ ВШЭ, 2007. — XII + 1000 с. — ISBN 978-5-7598-0547-2. Эл.версия
- Мюллер Д. Теория общественного выбора//Панорама экономической мысли конца XX столетия. В 2-х томах /Под ред. Гринэуэй Д.[англ.], Блини М., Стюарт И. — СПб.:Экономическая школа, 2002 — Т.1 — ISBN 5-900428-66-4